# Sedef Ecer
Sedef Ecer (Istambul, 1965) é uma dramaturga, romancista, atriz e roteirista turco-francesa. Ela começou sua carreira como atriz de cinema infantil na Turquia e, mais tarde, mudou-se para a França. Ela escreveu várias peças em turco e francês, que foram amplamente traduzidas, e seu primeiro romance foi publicado em 2021.

## Biografia
Ecer nasceu em Istambul em 1965. Ela frequentou a Universidade do Bósforo. Ela era uma atriz de cinema infantil, e diz que apareceu em cerca de 25 filmes turcos com idades entre três e dez. Ela continuou a atuar como adulta e apareceu no drama turco de 1994, Yengeç Sepeti.
Em 2008, ela escreveu a peça francesa Sur le seuil, que ela e um cotradutor posteriormente traduziram para o turco como Eşikte. Também foi traduzido para o polonês e para adaptações de rádio em hebraico e persa. Foi apresentada no Cent Quatre e na Maison des Auteurs em 2009, e no İstanbul Tiyatro Festivali em 2010. Em 2011, ela co-escreveu e apareceu no filme de comédia para a televisão francesa Comme chez soi. Em 2013, foi artista residente na Maison d'Europe et d'Orient.
Como parte de um programa de escritora residente na Ilha de França em 2010, ela escreveu a peça A la périphérie, que em 2010 recebeu o prêmio Guérande de redação teatral. Em 2014 foi encenado no Théâtre Jean-Vilar em Suresnes, dirigido por Thomas Bellorini. Em 2014/2015, foi traduzido para o alemão como Am Rand e apresentado no Theatre der Stadt Aalen e dirigido por Tina Brüggemann. A versão turca, Kenardakiler, foi apresentada no TOY Istanbul em 2016/2017. Em 2019, uma versão em inglês, At the Periphery, traduzida do turco por Evren Odcikin, foi apresentada no Crowded Fire Theatre em São Francisco (dirigido por Erin Gilley). Uma crítica de uma temporada de 2020 (renomeada On the Periphery) da Broadway World descreveu a produção como uma apresentação "assombrosa" de "a situação dos párias sociais que viviam na periferia da Istambul dos anos 1990".
Em 2015, sua peça turca e-mülteci.com estreou no Festival Internacional de Izmir. Posteriormente, foi traduzido para francês e inglês sob os títulos e-passeur.com e e.smuggler.com, respectivamente. Foi apresentado em vários teatros franceses, e uma leitura encenada dirigida por Lisa Rothe ocorreu na Biblioteca Pública de Nova Iorque em 2018. Em 2016, sua peça Lady First, uma sátira política em francês, foi apresentada no Théâtre du Peuple, dirigida por Vincent Goethals. Um artigo no L'Alsace observou que se baseava em uma curta peça que Ecer apresentou no teatro em 2012; Goethals trabalhou com ela para desenvolver uma peça mais longa. Posteriormente, foi apresentado na Opéra-Théâtre de Metz Métropole em 2017 e 2018.
O primeiro romance de Ecer em francês, Trésor national,  foi publicado em 2021. É sobre o relacionamento da narradora com sua mãe, uma famosa atriz turca, e relaciona a ascensão e o declínio da atriz à sorte política da Turquia desde a década de 1960 até os dias atuais. O romance foi inspirado em suas próprias experiências como estrela de cinema infantil.
Em 2023, ela realizou a Randell Cottage Writers' Residency em Wellington, capital da Nova Zelândia. Ela passou o tempo da residência escrevendo um romance histórico sobre as mulheres turcas e neozelandesas envolvidas na campanha de Galípoli.

## Obras publicadas
- Trésor national (romance em língua francesa, JC Lattès, 2021)
- Lady First (obra em língua francesa, 2016)
- e-mülteci.com (obra em língua turca, 2015, traduzido para francês e inglês)
- À la périphérie (obra em língua francesa, 2014, traduzido para o turco, alemão e inglês)
- Comme chez soi (filme de televisão em francês, 2011)
- Sur le seuil (obra em língua francesa, 2008, traduzido para o turco, hebreu e persa)